# Trại Cau, Thái Nguyên
Trại Cau là một xã tại phía đông nam của tỉnh Thái Nguyên, Việt Nam.

## Địa lý
Xã Trại Cau có vị trí địa lý:
- Phía đông giáp tỉnh Bắc Ninh
- Phía tây giáp xã Tân Khánh và xã Nam Hoà
- Phía nam giáp xã Tân Thành và xã Tân Khánh
- Phía bắc giáp xã Nam Hoà và xã Tràng Xá

Xã Trại Cau có diện tích 82,85 km², dân số năm 2025 là 17.327 người. Khu vực được định hướng phát triển xây dựng đô thị, thương mại, dịch vụ, công nghiệp, nông nghiệp ứng dụng công nghệ cao và du lịch. Cụ thể là phát triển cụm mỏ sắt Trại Cau, mỏ vàng Bồ Cu, phát triển khu du lịch sinh thái Đền Đá Thiên với quy mô khoảng 55,6 ha; phát triển các khu dân cư tại trung tâm thị trấn Trại Cau. Hạ tầng giao thông trên địa bàn xã có các tuyến quốc lộ 17, đường tỉnh 269B, 269C.

## Lịch sử
Năm 1957, theo quyết định của chính phủ, xã Mỏ Sắt thuộc huyện Yên Thế, tỉnh Bắc Giang chuyển giao về huyện Đồng Hỷ, xã Mỏ Sắt sau đổi tên thành xã Hợp Tiến.
Thực dân Pháp từng tiến hành khai thác quặng sắt tại Trại Cau. Đến năm 1959, công trường khu gang thép Thái Nguyên được thành lập, trong đó có mỏ sắt Trại Cau. Thị trấn Trại Cau được thành lập vào ngày 19 tháng 10 năm 1962 trên cơ sở ba xóm Thái Thông, Đoàn Kết, Thác Ngạc của xã Tân Lợi thuộc huyện Đồng Hỷ. Sau khi thành lập, thị trấn Trại Cau trực thuộc thành phố Thái Nguyên. Ngày 21 tháng 10 năm 1982, thị trấn Trại Cau chuyển sang trực thuộc huyện Đồng Hỷ như hiện nay.
Năm 2024, sáp nhập toàn bộ 20,69 km² và 5.802 người của xã Tân Lợi vào thị trấn Trại Cau. Sau khi sáp nhập, thị trấn Trại Cau có diện tích 27,03 km² và dân số là 10.031 người.
Tháng 6 năm 2025, xã Trại Cau được thành lập trên cơ sở nhập toàn bộ diện tích tự nhiên, quy mô dân số của xã Hợp Tiến (diện tích tự nhiên là 55,82 km²; dân số là 7.242 người) và thị trấn Trại Cau (diện tích tự nhiên là 27,03km²; dân số là 10.085 người) của huyện Đồng Hỷ. Trụ sở làm việc của xã nằm tại trụ sở thị trấn Trại Cau cũ.

## Hành chính
Đến năm 2005, thị trấn Trại Cau được chia thành 16 tổ dân phố, đánh số từ 1 tới 12 và 14 tới 17. Năm 2019, sáp nhập tổ dân phố 2 vào tổ dân phố 1, sáp nhập hai tổ dân phố 3 và 4 thành tổ dân phố 2, sáp nhập hai tổ dân phố 5 và 6 thành tổ dân phố 3, sáp nhập hai tổ dân phố 7 và 8 thành tổ dân phố 4, sáp nhập ba tổ dân phố 9, 10, 15 thành tổ dân phố 5, sáp nhập ba tổ dân phố 11, 12, 14 thành tổ dân phố 6, sáp nhập hai tổ dân phố 16 và 17 thành tổ dân phố 7.
Đến năm 2005, xã Tân Lợi được chia thành 10 xóm: Làng Chàng, Cầu Đá, Tân Lập, Cầu Lưu, Na Tiếm, Trại Đèo, Bảo Nang, Bờ Tấc, Đồng Lâm, Tân Thành. Năm 2019, sáp nhập xóm Bờ Tấc vào xóm Trại Đèo và sáp nhập xóm Tân Lập vào xóm Đồng Lâm.
Đến năm 2005, xã Hợp Tiến được chia thành 10 xóm: Đèo Hanh, Cao Phong, Mỏ Sắt, Bãi Bông, Suối Khách, Hữu Nghị, Đồng Trình, Đoàn Kết, Đèo Bụt, Bãi Vàng. Năm 2019, sáp nhập xóm Hữu Nghị vào xóm Suối Khách.

## Kinh tế - xã hội
Nền kinh tế của xã Trại Cau phụ thuộc một phần vào mỏ sắt Trại Cau. Mỏ sắt này nằm trên địa bàn xã Trại Cau và xã Nam Hoà.
Trên địa bàn xã có trường Trung học Phổ thông Trại Cau, phục vụ nhu cầu học tập của học sinh trong khu vực.
Đền Đá Thiên là nơi thờ vọng Quan Hoàng Bảy, một vị thánh quan trọng trong Tứ phủ. Ban đầu, đền Đá Thiên chỉ là một ngôi miếu nhỏ. Hiện nay đền là một tập hợp của các quần thể kiến trúc tâm linh đa dạng, bao gồm: Lăng mộ, Ban Công Đồng, Động Chúa, Mẫu Âu Cơ, Điện Trung Đường và Cung Vua Cha.
Đình Bảo Nang nằm trong quần thể di tích đình - chùa Bảo Nang thuộc xóm Bảo Nang, xã Tân Lợi. Đình được xây dựng khoảng cuối thời Lê, đầu thời Nguyễn (khoảng cuối thế kỷ XVIII, đầu thế kỷ XIX) thờ vị anh hùng dân tộc Dương Tự Minh. Đến được công nhận là Di tích lịch sử văn hóa cấp tỉnh.